# 1e congresdistrict van Wisconsin

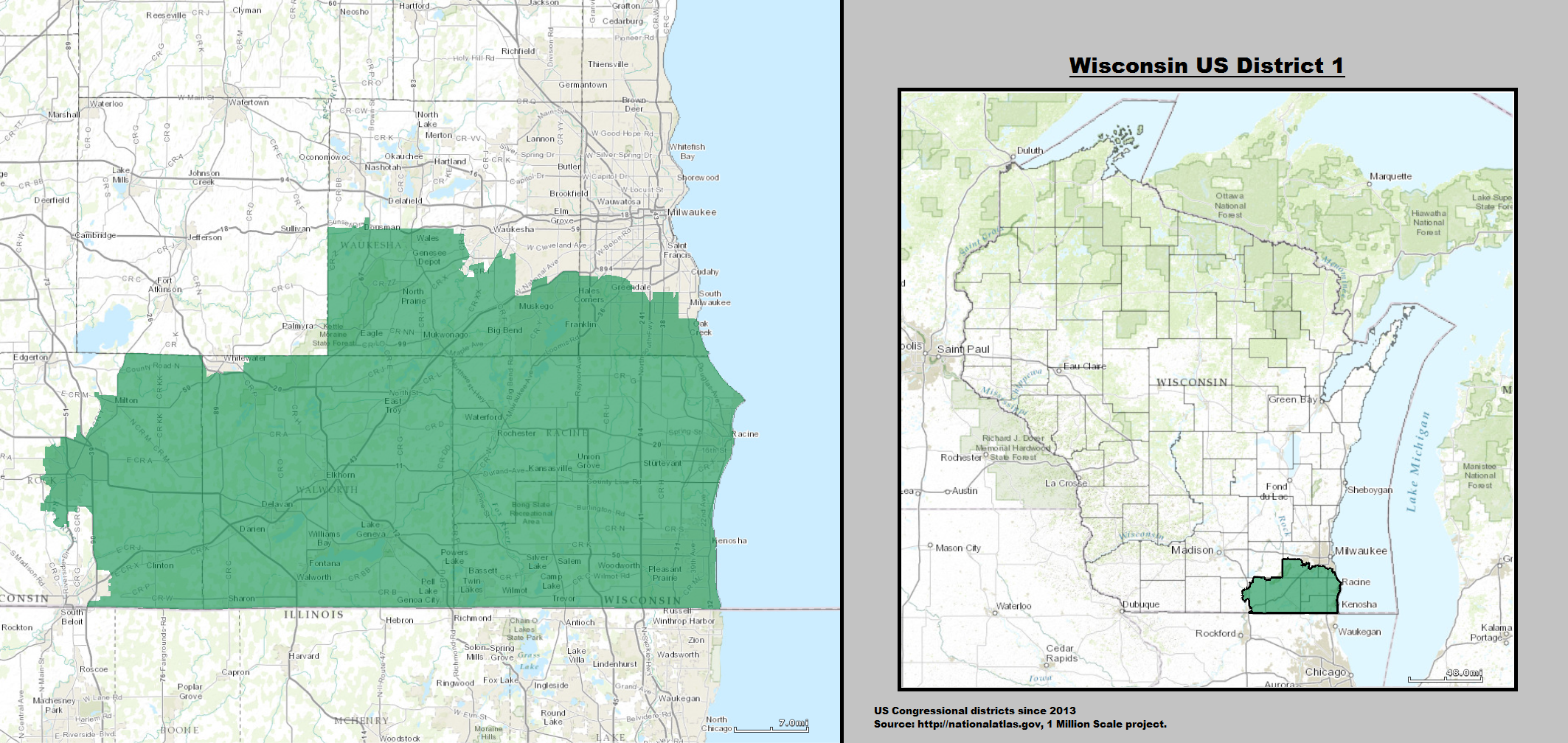
Locatie van het eerste congresdistrict in Wisconsin.

Het 1e congresdistrict van Wisconsin is een kiesdistrict voor het Amerikaanse Huis van Afgevaardigden. Het district ligt in het zuidoosten van de staat Wisconsin en omvat Kenosha County, Racine County, en grotendeels Walworth County. Ook bevat het district delen van Rock County, Waukesha County en Milwaukee County. Momenteel is Republikein Bryan Steil afgevaardigde voor het district.

## Presidentsverkiezingen
| Jaar | Resultaten                            | Winnende partij | Winnende partij      |
| ---- | ------------------------------------- | --------------- | -------------------- |
| 2000 | George W. Bush 51 - Al Gore 45%       |                 | Republikeinse Partij |
| 2004 | George W. Bush 54 - John Kerry 46%    |                 | Republikeinse Partij |
| 2008 | Barack Obama 51 - John McCain 48%     |                 | Democratische Partij |
| 2012 | Mitt Romney 52 - Barack Obama 47%     |                 | Republikeinse Partij |
| 2016 | Donald Trump 53 - Hillary Clinton 42% |                 | Republikeinse Partij |